# 대한민국 형사소송법 제308조
대한민국 형사소송법 제308조는 자유심증주의에 대한 형사소송법의 조문이다.
[본조신설 2007.6.1.]

## 조문
제308조(자유심증주의) 증거의 증명력은 법관의 자유판단에 의한다.

## 비교 조문
미국 연방소송법 제201조(c) 재량적인 경우: 법원은 당사자의 신청이 있는 때 또는 직권으로 재판상 증명이 불필요한 사실로 채택할 수 있다.

## 해설
자유판단에 의한다고 함은 논리적, 경험칙에 따른 합리적 판단을 따르는 것을 의미한다.

## 참고 문헌
- 손동권 신이철, 새로운 형사소송법(초판, 2013), 세창, 2013. ISBN 9788984114081
- 백원기. (2021). 형사소송법 제308조가 규정하고 있는 자유심증주의의 의미와 그 한계에 관하여. 형사법의 신동향,(70), 423-459.
- 이규호. (2019, 5). 형사소송법 제308조와 자유심증주의의 예외. 사법행정, 60(5), 34-40.

## 같이 보기
- 자유심증주의